# VietJet Air

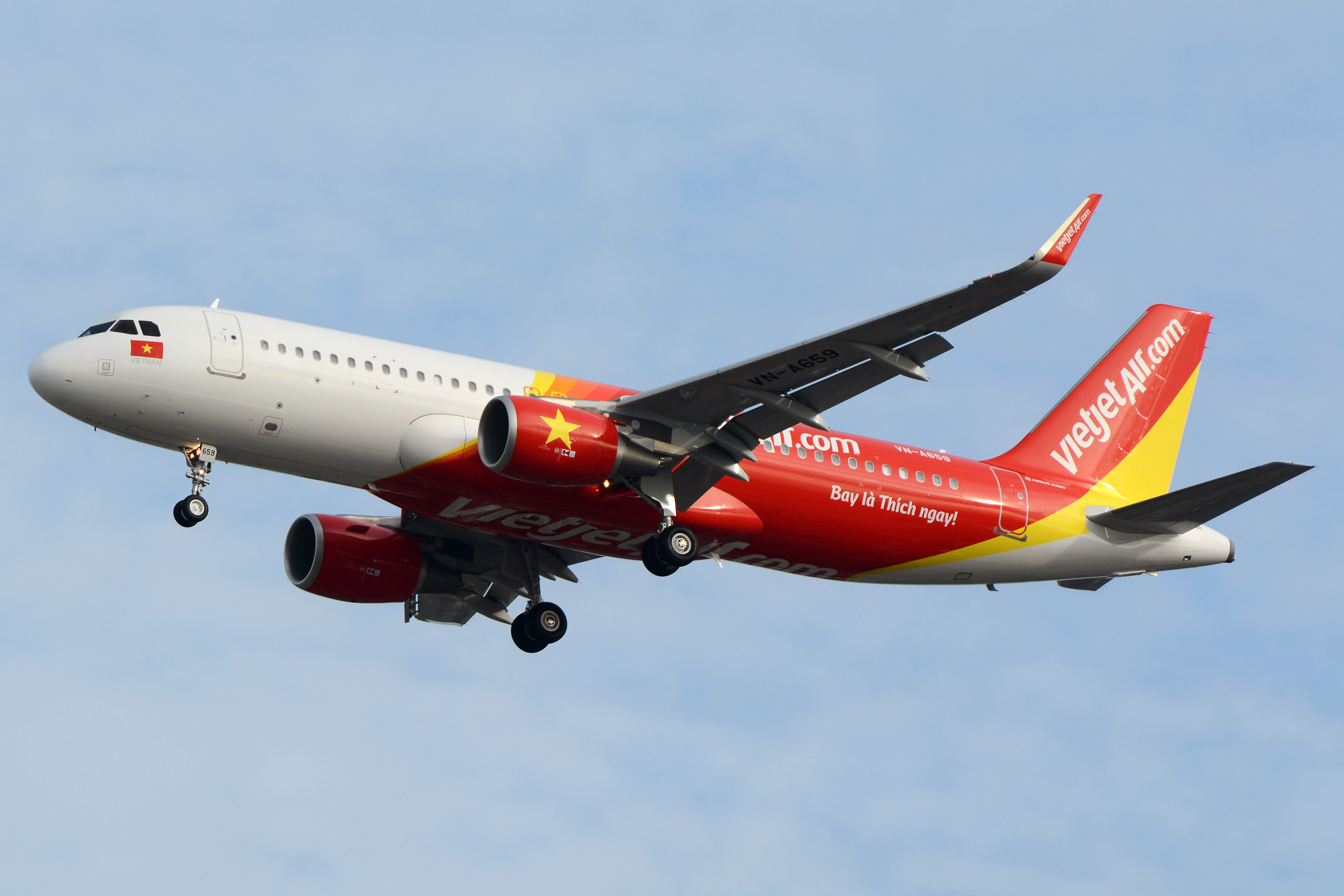

VietJet Air este o companie aeriană low cost din Vietnam. Este una dintre cele două companii aeriene low cost din Vietnam, pe de altă compania aeriană este Jetstar Pacific Airlines.
Sediul se află în Hanoi, centrul de funcționare este în Ho Și Min (oraș).Compania a fost infiintata in anul 2007, iar primul zbor a fost în 2011. Până în decembrie 2014, companiile aeriene a servit 10 milioane de pasageri. Ea are zboruri spre cele mai multe dintre aeroporturile din Vietnam: Hanoi, Ho Și Min (oraș), Hai Phong, Thanh Hoa, Vinh, Dong Hoi, Hue, Da Nang, Quy Nhon, Buon Ma Thuot, Da Lat, Nha Trang, Can Tho, Phu Quoc. Are 5 destinații internaționale în Asia: Seul, Bangkok, Taipei, Singapore, Siam Reap.
În 2014, compania aeriană a semnat un contract cu Airbus pentru achiziționarea și leasing de 100 de aeronave Airbus A320, A321. În 2014, el a servit 35% de pasageri pe piața internă.